# Habitatge al carrer Cruera, 15 (Tortosa)
L'Habitatge al carrer Cruera, 15 va ser una obra del municipi de Tortosa (Baix Ebre) inclosa en l'Inventari del Patrimoni Arquitectònic de Catalunya. L'edifici va ser enderrocat l'estiu de l'any 2015.

## Descripció
Casa entre mitgeres, amb façana al carrer Creuera i la part posterior oberta al riu Ebre a través de l'Avinguda Felip Pedrell. Constava de planta baixa, tres pisos i golfes. A la planta baixa s'obrien tres portes grans allindanades. Tot el parament era de pedra, amb marc de les portes ressaltat. En el primer (entresol) els balcons eren petits, i en els altres dos més grans, de pedra amb mènsules de sosteniment. A les golfes hi corresponen només finestres. Els pisos estaven arrebossats i amb carreus pintats simulats, ara molt esborrats. Els marcs de les finestres, però eren de pedra.
A la part posterior que mira al riu, els pisos s'obrien mitjançant sengles galeries simples rectangulars, amb coberta de bigues de fusta i revoltons. Interessava el sistema de sosteniment del primer pis, a base d'arcs de maó seguits i sostinguts a la vegada en els seus extrems per unes mènsules de pedra. Cal pensar que aquest pany d'habitatges donava directament al riu i que no és fins al franquisme que van construir-se els murs de contenció del riu i aquest tram de l'Avinguda Felip Pedrell.

## Història
Els solars que ocupen aquesta casa i les veïnes no es van edificar fins al segle xix. Des de l'edat mitjana s'hi havia ubicat un cementiri, que encara apareix esmentat com a tal el 1647. L'espai alliberat per aquest edifici i altres de veïns és un jaciment arqueològic de gran interès.